# Михайловський (Кіровський район)
Миха́йловський, колишнє село Миха́йловське (рос. Михайловский, Михайловское) — селище в Кіровському районі Ленінградської області, Росія.